# Marinhac e eras Pèiras
Marinhac e eras Pèiras (francès Marignac-Laspeyres) és un municipi del departament francès de l'Alta Garona, a la regió d'Occitània.